# Русско-Акташское сельское поселение
Русско-Акташское се́льское поселе́ние — муниципальное образование в Альметьевском районе Татарстана Российской Федерации.
Административный центр — село Русский Акташ.

## История
Статус и границы сельского поселения установлены Законом Республики Татарстан от 31 января 2005 года № 9-ЗРТ «Об установлении границ территорий и статусе муниципального образования Альметьевский муниципальный район и муниципальных образований в его составе».

## Население
| 2010  | 2011  | 2012  | 2013  | 2014  | 2015  | 2016  |
| ----- | ----- | ----- | ----- | ----- | ----- | ----- |
| 4387  | ↗4388 | ↗4426 | ↘4420 | ↗4446 | ↗4447 | ↗4501 |
| 2017  | 2018  | 2021  |       |       |       |       |
| ↘4477 | →4477 | ↘3901 |       |       |       |       |

## Состав сельского поселения
| № | Населённый пункт | Тип населённого пункта       | Население |
| - | ---------------- | ---------------------------- | --------- |
| 1 | Акташ            | железнодорожная станция      |           |
| 2 | Русский Акташ    | село, административный центр | ↘3770     |